# Homokkő
A homokkő üledékes kőzet, a mechanikus üledékek csoportjába tartozik, a kutatók egy része törmelékes vagy detritális üledékként határozza meg. A homokkő a 2,0-0,06 mm szemcseméretű elemekből áll, melyeket kötőanyag ragaszt össze. Az üledékképződés folyamatát szedimentációnak nevezik.

## Főbb jellemzői
A homokkő jellegzetessége, hogy az elegyrészek szabad szemmel megkülönböztethetőek. A szemcsék lehetnek lekerekítettek vagy szögletes alakúak. Jellemző a szemcsék osztályozottsága, ami a szállítóközeg energiájának változásától függ. A homokkövek leggyakrabban réteges szerkezetet mutatnak. A szabályszerű rétegezettség ritmikus kiülepedésre utal. Előfordul osztályozott rétegződés, amikor az alkotószemcsék méret szerint elkülönültek. A szállító közeg képződés közbeni viselkedésétől függően keresztrétegződés, hullámosodás következik be.
A homokkő színe az elegyrészek minőségétől függ. A szín változhat a világos sárgától a vörös árnyalatokon át a zöldes és feketés megjelenésig. A vöröses elszíneződést a vastartalmú elegyrészek okozzák, a sötétszürke, feketés színváltozat a földpátok túlsúlyát jelzik.
- Lényeges elegyrészek: kvarc, földpát, csillám és kalcit.
- Járulékos elegyrészek: amfiból, piroxén, cirkon, rutil, gránát, magnetit, ilmenit, glaukonit.
- Kötőanyagok: kovasav, dolomit, meszes oldat, agyagok, ritkábba: baritos, sós, gipszes, kaolinos.
- Szerkezeti sajátosság: jellemző a rétegzettség, de előfordul rétegződés nélkül is.
- Fajsúly: 2,5-2,7 kg/dm³
- Térfogatsúly: 2,0-2,6 kg/dm³
- Porozitás: 20-45%

A homokkövek a rétegzettség mentén jól hasíthatók, faraghatóságuk a kitöltő agyag minőségének függvényében változik, a magas kovasavtartalmú homokkövek felületét pattintással alakítják. Felülete a szemcsézettség miatt nem csiszolható, csúszásgátló tulajdonságát kihasználják. A kvarcszemcsék miatt csak különleges szerszámokkal fűrészelhető. A kitermelés szaggatással és kőzetkímélő robbantással lehetséges.

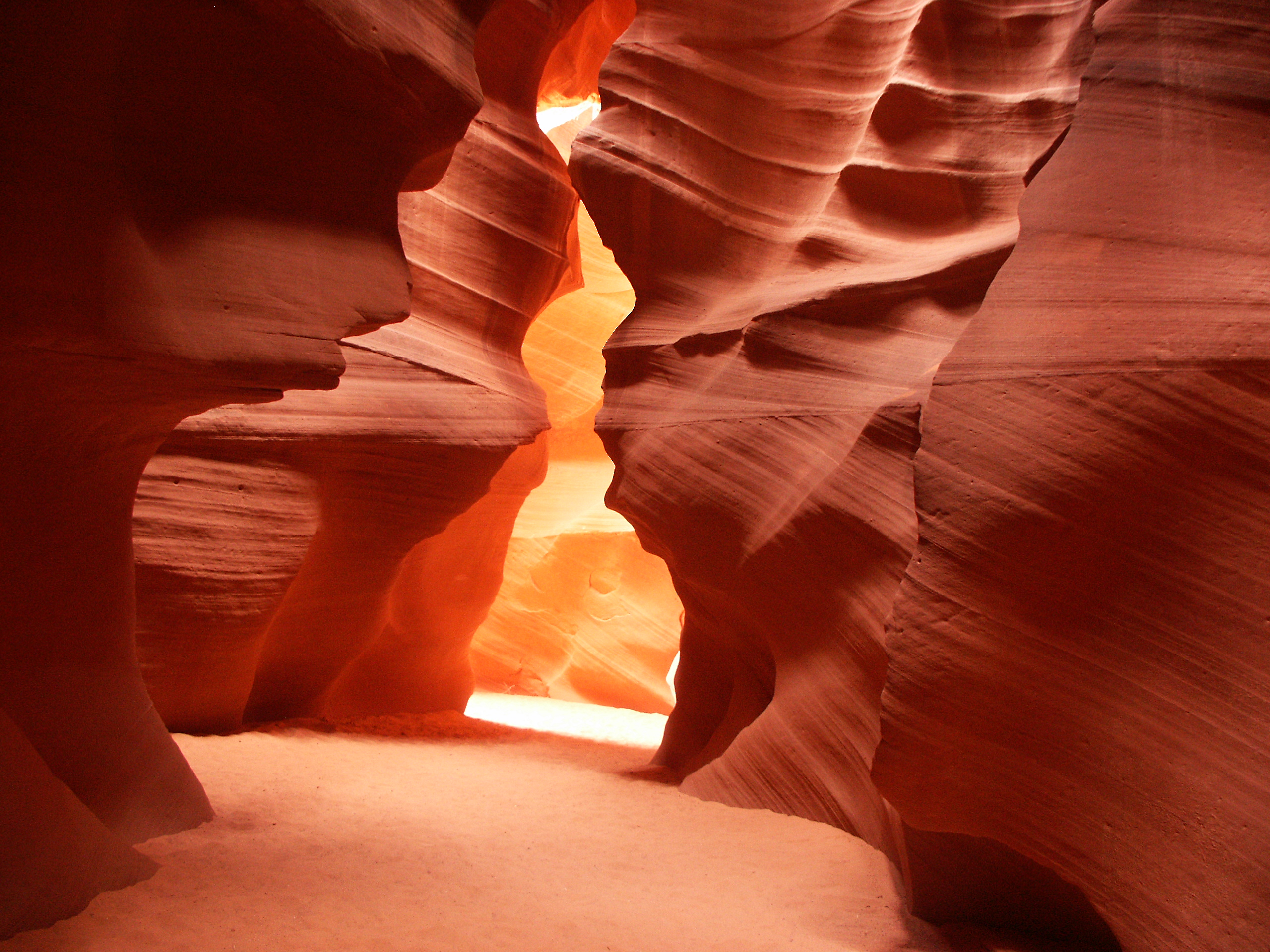
Vörös árnyalatú rétegzett homokkő

## Keletkezése

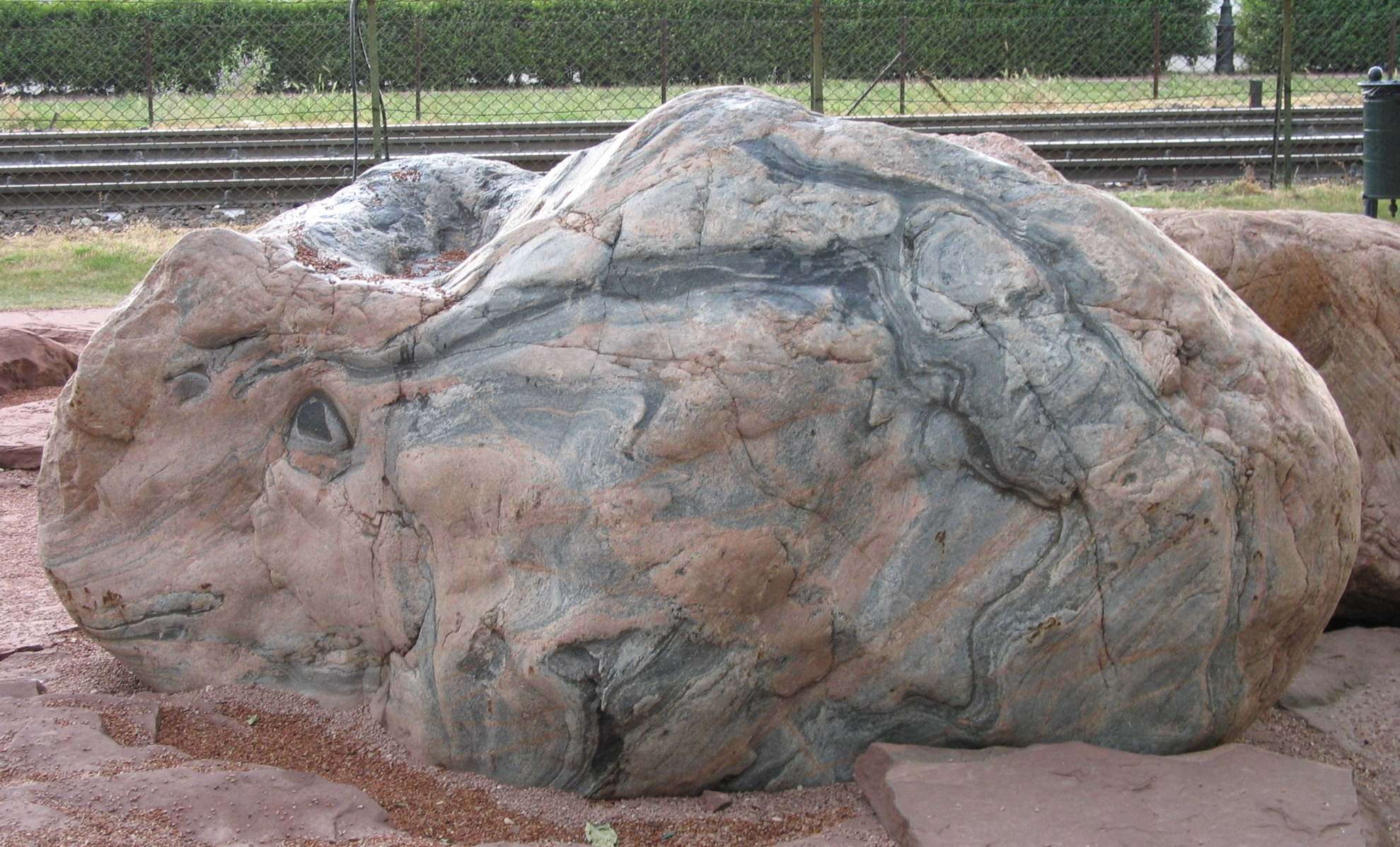
Homokkő görgeteg

A homokkő alapanyaga magmás, üledékes és metamorf kőzetekből egyaránt származhat. A föld felszínére kerülő kőzetek fizikai mállás folyamán aprózódnak és törmelék keletkezik, mely gravitáció hatására vagy valamilyen közvetítő segítségével, ami lehet szél, víz vagy jég, az üledékgyűjtőkbe jut, ahol a szállítási energia csökkenésével az aprózódott anyag lerakódik. A kőzetté válás során a laza, többnyire magas víztartalmú üledéktest jelentősen tömörödik a további üledékesedek lerakódásával, így 300 m mélységben az eredeti térfogata már felére csökkenhet. A tömörödés során csökken a pórustérfogat, vízvesztés következik be, ami jelentősen befolyásolja az üledék fizikai-kémiai tulajdonságait. 
A vízben oldott anyagok kiválnak az üledékszemcsék között, bekövetkezik a cementáció. Kovás cementáció akkor következik be, ha nagyobb mélységből a pórusok magmás működésből származó oldatokkal telítődnek. Kisebb mélységnél az agyagos kitöltödésnél a kitöltő agyag megszilárdulása a hő hatására következik be. A leggyakoribb cementációs anyag a kalcit, ami 1–2 km mélységben alakul ki. A kalcit kitöltésű (karbonátos) üledékben gyakori az átkristályosodás, az így megnövekedett egymásba kapcsolódó kristályszerkezetek, a kialakult kőzet szilárdságát növelik.
.

## Különleges homokkövek
- Regenerált vagy kristályhomokkő: a kvarcszemcsék és a kitöltő kovasavas kötőagyag optikai tulajdonságai közel azonosak, így a kőzetfelület egységes szerkezetű.
- Arkóza: magas földpát tartalmú kovás kötésű.
- Itakolumot: a kvarcszemcsék láncszerűen kapcsolódnak kötőanyag kovasavas.
- Fils homokkő: a lényeges elegyrész pórusait kitöltő nyag meszes vagy márgás, agyagos.
- Hárshegyi homokkő: kovasavas kötőanyagú, durva szemcsés kvarchomokkő, változatos sárgás elszineződéssel.

## Előfordulásai
Gyakori kőzetféleség, kitermelésre a tektonikai hatásoktól mentes egynemű változatos rajzolatú előfordulások alkalmasak. Jelentős előfordulások vannak Németország, Franciaország területén. Megtalálható Lengyelországban, Oroszország szibériai és távolkeleti vidékein. Már az ókorban bányászták Egyiptom, Szíria, Jordánia területén. Ugyancsak elterjedt India és a távol kelet országaiban. Megtalálható Ausztrália szövetségi államaiban. Világhírű a szép rajzolatú és változatos színű Grand-kanyon beli előfordulás az Amerikai Egyesült Államok területén.

## Hazai előfordulások
Magyarországon sok helyen található homokkő. A legjelentősebb és hasznosított előfordulások a Balaton-felvidéken több helyen, a Mecsekben a Jakab-hegyen és Budapest területén a Hárs-hegyen találhatóak.

## Felhasználása

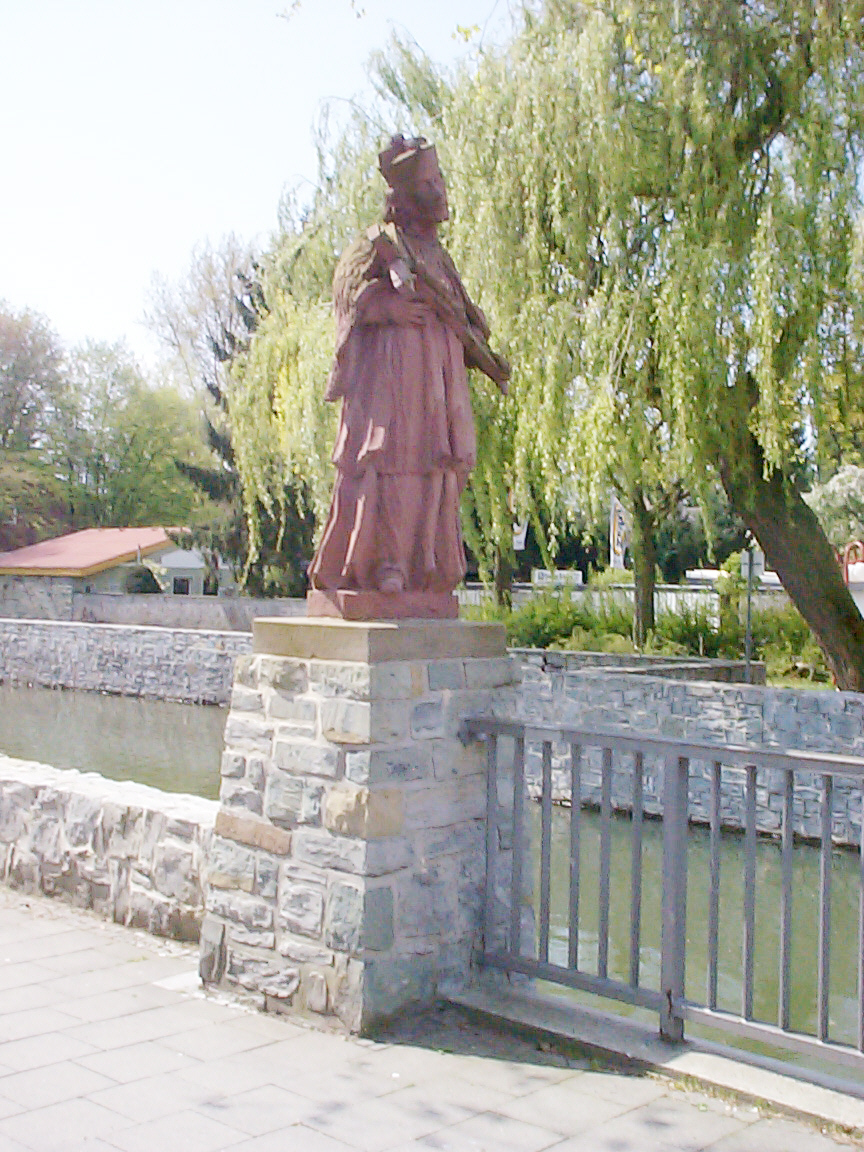
Faragott szobor vörös homokkőből

Már az ókorban kedvelt építőanyag volt. Tömbös megjelenését a korai egyiptomi építészet, a Római Birodalom területén középületek építésére egyaránt használták. Több alkalommal az előfordulások masszív tömegében kivéséssel térkiképzést alkalmaztak (Petra, Királyok völgye). Az ókorban Indiában, Burmában egyaránt elterjedt építőanyag volt. A középkori építészetben is kiterjedten alkalmazták, de az újkorban és a jelenben is jelentős a felhasználása. A szobrászatban egyedi, nagyméretű alkotások (obeliszkek, diadalkapuk) készítésénél használták. 
A kvarcalapú kovásodott homokkő szobrászati alkalmazása a rossz faraghatóság miatt nem volt elterjedt, az agyagkötésű homokkövek finomabb megmunkálásra alkalmasabbak. A kalcitkötésű és az agyagkötésű homokkövek az atmoszferikus hatásra felületükön porladnak. Különösen jelentős ez a hatás a savas esők megjelenése óta. Ezért az ilyen homokkőből készült műtárgyakat napjainkban felületi kezeléssel, bevonattal látják el.
Ma is kiterjedten alkalmazzák az építészetben, alap és lábazati burkolatoknak, járófelületek kiképzésénél. Kiterjedt alkalmazását láthatjuk a vízépítésben, ahol hullámtörők, mólók, kikötői létesítményeknél a durva kitermelésű homokkövet is hasznosítják.